# روبرت هازن
روبرت هازن (بالإنجليزية: Robert Hazen) هو عالم معادن ‏ أمريكي، ولد في 1 نوفمبر 1948 في روكفيل سنتر في الولايات المتحدة.

## وصلات خارجية
- روبرت هازن على موقع ميوزك برينز (الإنجليزية)